# Ya’ersai (köpinghuvudort i Kina, Heilongjiang Sheng, lat 47,45, long 123,90)
Ya'ersai (kinesiska: 雅尔塞, 雅尔塞镇) är en köpinghuvudort i Kina. Den ligger i provinsen Heilongjiang, i den nordöstra delen av landet, omkring 280 kilometer nordväst om provinshuvudstaden Harbin. Antalet invånare är 19 463. Befolkningen består av 9 588 kvinnor och 9 875 män. Barn under 15 år utgör 14,0 %, vuxna 15-64 år 78 %, och äldre över 65 år 7,0 %.
Runt Ya'ersai är det tätbefolkat, med 383 invånare per kvadratkilometer. Närmaste större samhälle är Qiqihar, 12,6 km söder om Ya'ersai. Runt Ya'ersai är det i huvudsak tätbebyggt.
Genomsnittlig årsnederbörd är 632 millimeter. Den regnigaste månaden är juli, med i genomsnitt 204 mm nederbörd, och den torraste är januari, med 5 mm nederbörd.